# Сьєрра-Невада-де-Санта-Марта
Сьєрра-Невада-де-Санта-Марта (ісп. Sierra Nevada de Santa Marta) — ізольований гірський масив на півночі Анд, на узбережжі Прикарибської низовини. Найбільша висота — 5700-5780 м (гора Крістобаль-Колон (ісп. Pico Cristybal Colon) — найвища в Колумбії). Складається переважно кристалічними і метаморфічними породами, схили — осадковими. На вершинах — вічні сніги і льодовики. На північних схилах — листопадні ліси, на південних — ксерофітні рідколісся і чагарники, у верхньому поясі на висоті 3000-4500 м — високогірна вічнозелена рослинність (парамос), що характеризується рідкісними невисокими деревами (2—5 м заввишки), переважно родини айстрових, і трав'яним покривом з дерновінних ксерофільних злаків з домішкою подушковідних і розеткових рослин.
Високо в лісах масиву знаходиться археологічний парк «Загублене місто» (ісп. Ciudad Perdida), де колись проживало невідоме індіанське плем'я, що залишило після себе будинки, кам'яні сходи, мости, канали і тераси, де займалися сільським господарством, та Національний парк Сьєрра-Невада-де-Санта-Марта (ісп. Parque Nacional Natural Sierra Nevada de Santa Marta).